# Phytomyza arnaudi
Phytomyza arnaudi är en tvåvingeart som beskrevs av Mitsuhiro Sasakawa 1955. Phytomyza arnaudi ingår i släktet Phytomyza och familjen minerarflugor. Inga underarter finns listade i Catalogue of Life.